# Moto circolare

Rappresentazione bidimensionale di un moto circolare. Si sono rappresentati con s l'ascissa curvilinea, con R il raggio del cerchio e con v velocità istantanea del punto.

Il moto circolare è uno dei moti semplici studiati dalla fisica e dalla  cinematica, e consiste in un moto di un punto materiale lungo una circonferenza.
Il moto circolare assume importanza per il fatto che la velocità e l'accelerazione variano in funzione del cambiamento di direzione del moto. Tale cambiamento si può misurare comodamente usando le misure angolari per cui le equazioni del moto, introdotte con il moto rettilineo, vanno riviste e rielaborate con misure angolari. La retta passante per il centro della circonferenza e perpendicolare alla stessa prende il nome di asse di rotazione. Per semplificare l'analisi di questo tipo di moto, infatti, si consideri che l'osservatore si ponga sull'asse di rotazione. Ciò è possibile per l'isotropia e l'omogeneità dello spazio.

## Il moto in coordinate cartesiane, polari e polari doppie
Il sistema più comodo per analizzare un moto circolare fa uso delle coordinate polari. Infatti nel caso particolare di movimento che avviene su una circonferenza di raggio R, il moto in coordinate polari è determinato dalle coordinate:
{\displaystyle \rho (t)=R\quad {\mbox{e}}\quad \theta (t),}
mentre in coordinate cartesiane si ha:
{\displaystyle {\begin{cases}x(t)=R\cdot \cos \theta (t)\\y(t)=R\cdot \operatorname {sen} \theta (t)\end{cases}}}
che soddisfano la seguente identità (in ogni istante di tempo):
{\displaystyle x^{2}+y^{2}=R^{2}}

Rappresentazione tridimensionale di un moto circolare

Nel moto circolare si possono definire due diverse tipologie di velocità: la velocità angolare e la velocità tangenziale.
Per descriverle si consideri nello spazio tridimensionale, il vettore infinitesimo spostamento angolare
{\displaystyle \mathrm {d} {\vec {\theta }}={\hat {\mathbf {z} }}\cdot \mathrm {d} \theta }
dove {\displaystyle {\hat {\mathbf {z} }}} è un versore disposto lungo l'asse di rotazione e {\displaystyle d\theta } la variazione infinitesima della variabile angolare {\displaystyle \theta }.
Sia ora {\displaystyle {\vec {R}}(t)} il vettore posizione del punto P ad ogni istante {\displaystyle t}, allora lo spostamento lineare {\displaystyle d{\vec {R}}(t)} (ovvero la variazione infinitesima di {\displaystyle {\vec {R}}(t)}) del punto P sull'arco di circonferenza nell'intervallo di tempo (infinitesimo) {\displaystyle dt} sarà legata allo spostamento angolare {\displaystyle d{\vec {\theta }}} dal prodotto vettoriale:
{\displaystyle \mathrm {d} {\vec {R}}(t)=\mathrm {d} {\vec {\theta }}\times {\vec {R}}(t)}.
La direzione e il verso risultano corretti per la regola della mano destra, come si vede dalla figura a lato. Il modulo è dato da (si ricordi che l'angolo è infinitesimo):
{\displaystyle |\mathrm {d} {\vec {R}}(t)|=|\mathrm {d} {\vec {\theta }}|\cdot |{\vec {R}}(t)|\cdot \operatorname {sen} \left({\frac {\pi }{2}}\right)=\mathrm {d} \theta \cdot R}
che corrisponde, per definizione essendo {\displaystyle d\theta } espresso in radianti, all'arco di circonferenza sottesa dall'angolo {\displaystyle d\theta }.
La velocità angolare è definita come la derivata, rispetto al tempo, del vettore spostamento angolare ed è comunemente indicata con la lettera greca {\displaystyle \omega } (omega):
{\displaystyle {\vec {\omega }}(t)={\frac {\mathrm {d} {\vec {\theta }}}{\mathrm {d} t}}={\hat {\mathbf {z} }}\cdot {\frac {\mathrm {d} \theta }{\mathrm {d} t}}}
(ricordando che {\displaystyle {\hat {\mathbf {z} }}} è costante) ed è una misura della velocità di variazione dell'angolo formato dal vettore posizione, si misura in radianti al secondo {\displaystyle \left[{\frac {\mathrm {rad} }{\mathrm {s} }}\right]} ed ha la stessa direzione del vettore spostamento angolare.
La velocità lineare (o tangenziale) si ottiene derivando rispetto al tempo il vettore posizione {\displaystyle {\vec {R}}}:
{\displaystyle {\vec {v}}(t)={\frac {\mathrm {d} {\vec {R}}(t)}{\mathrm {d} t}}}
ed è legata alla velocità angolare dalla seguente relazione (per approfondire si veda anche derivata di un vettore):
{\displaystyle {\vec {v}}(t)={\frac {\mathrm {d} {\vec {\theta }}\times {\vec {R}}(t)}{\mathrm {d} t}}={\frac {\mathrm {d} {\vec {\theta }}}{\mathrm {d} t}}\times {\vec {R}}(t)={\vec {\omega }}\times {\vec {R}}(t)\,.}
Si noti che la costanza della velocità angolare implica la costanza del modulo della velocità.
Se si esegue il prodotto scalare dei due vettori {\displaystyle {\vec {R}}(t)} e {\displaystyle {\vec {v}}(t)} si ottiene zero per ogni istante di tempo t, e questo dimostra che la velocità tangenziale è sempre ortogonale al raggio vettore {\displaystyle {\vec {R}}(t)}.
Oltre a queste, si può introdurre la velocità areolare, definita come la derivata, rispetto al tempo, dell'area spazzata dal raggio vettore {\displaystyle {\vec {R}}}:
{\displaystyle {\dot {\mathbf {A} }}={\frac {dA}{dt}}={\frac {1}{2}}\,{\vec {v}}\times {\vec {R}}}
si misura in metri quadri al secondo {\displaystyle \left[{\frac {\mathrm {m} ^{2}}{\mathrm {s} }}\right]} ed ha la stessa direzione e lo stesso verso della velocità angolare.

## Accelerazione

Schema accelerazione

Derivando rispetto al tempo l'espressione del vettore velocità tangenziale si ottiene l'accelerazione; che ha una componente parallela alla velocità (responsabile della variazione del modulo di questa) e una normale (o radiale): si tratta rispettivamente dell'accelerazione tangenziale e dell'accelerazione centripeta:
{\displaystyle {\vec {a}}(t)={\frac {\mathrm {d} }{\mathrm {d} t}}\left[{\vec {\omega }}\times {\vec {R}}(t)\right]={\frac {\mathrm {d} {\vec {\omega }}}{\mathrm {d} t}}\times {\vec {R}}(t)+{\vec {\omega }}\times {\frac {\mathrm {d} {\vec {R}}(t)}{\mathrm {d} t}}}
La prima frazione si chiama accelerazione angolare di solito indicata con {\displaystyle {\vec {\dot {\omega }}}_{(t)}}, {\displaystyle {\vec {\alpha }}} oppure {\displaystyle {\vec {\varpi }}}.
Si misura in radianti su secondi quadri {\displaystyle \left[{\frac {\mathrm {rad} }{\mathrm {s} ^{2}}}\right]}, fornisce la variazione della velocità angolare ed ha stessa direzione di questa.
Sviluppando la relazione precedente si ottiene (tralasciando le dipendenze dal tempo):
{\displaystyle {\vec {a}}(t)={\vec {\varpi }}\times {\vec {R}}+{\vec {\omega }}\times \left({\vec {\omega }}\times {\vec {R}}\right)={\vec {\varpi }}\times {\vec {R}}-\omega ^{2}{\vec {R}}={\vec {a}}_{\tau }+{\vec {a}}_{n}}
dove si vede chiaramente la componente tangenziale che rappresenta la variazione del modulo della velocità lineare e la componente normale o centripeta che rappresenta la variazione della direzione della velocità lineare, diretta sempre verso il centro della circonferenza.
Pertanto si può concludere che l'accelerazione ha un componente radiale di modulo:
{\displaystyle |{\vec {a_{n}}}|=\omega ^{2}R={v^{2} \over R}}
e una tangenziale di modulo:
{\displaystyle |{\vec {a_{\tau }}}|=R\,{\ddot {\theta }}\,.}
Può essere utile a questo punto introdurre la curvatura definita come {\displaystyle k={\frac {1}{R}}}, misurata in {\displaystyle m^{-1}}. Inserendola nelle formule dell'accelerazione si ha:
{\displaystyle |{\vec {a_{n}}}|=v^{2}k={\omega ^{2} \over k}\qquad }  e  {\displaystyle \qquad |{\vec {a_{\tau }}}|={\frac {\ddot {\theta }}{k}}.}
Da ciò si deduce che all'aumentare della curvatura, e conseguentemente al diminuire del raggio, prevale la componente normale dell'accelerazione, restringendo la traiettoria. Viceversa, al crescere del raggio, con conseguente riduzione della curvatura, prevale la componente tangenziale che conduce ad un allargamento della traiettoria. 
Per questa ragione il moto rettilineo può essere letto come un moto circolare con accelerazione normale nulla.
Omologamente, derivando la velocità  areolare, si ottiene l'accelerazione areolare, misurata in metri quadri su secondi quadri {\displaystyle \left[{\frac {m^{2}}{s^{2}}}\right]}:
{\displaystyle {\ddot {\mathbf {A} }}={\frac {\mathrm {d} {\dot {\mathbf {A} }}}{\mathrm {d} t}}={\frac {1}{2}}{\vec {a}}_{\tau }\times {\vec {R}}}

## Moto circolare uniforme
Se il moto circolare è uniforme significa che è costante il vettore velocità angolare, cioè si ha velocità lineare costante in modulo.
Integrando la  {\displaystyle {\vec {\omega }}(t)\cdot dt=d{\vec {\theta }}}  tra i due istanti, l'iniziale {\displaystyle t_{0}}, e {\displaystyle t} corrispondenti ad un angolo iniziale {\displaystyle \theta _{0}} e un altro angolo {\displaystyle \theta }:
{\displaystyle \theta (t)=\theta _{0}+\omega (t-t_{0})}
essendo {\displaystyle \omega } la velocità angolare costante.
Ne consegue (dalle equazioni viste alla sezione precedente) che la velocità tangenziale ha modulo costante pari a:
{\displaystyle v(t)={\mathrm {d} R(t) \over \mathrm {d} t}=R\omega }
e dal momento che essa vettorialmente varia solo in direzione, segue che {\displaystyle |{\vec {a_{\tau }}}|=0}, dunque l'accelerazione ha solo componente radiale, detta accelerazione centripeta:
{\displaystyle {\vec {a}}_{n}=-\omega ^{2}R\cdot {\hat {\mathbf {n} }}=-{\frac {v^{2}}{R}}\cdot {\hat {\mathbf {n} }}}
Ad essere costante è anche la velocità areolare:
{\displaystyle {\dot {\mathbf {A} }}={\frac {1}{2}}R^{2}{\vec {\omega }}}

## Moto circolare uniformemente accelerato
Il moto circolare uniformemente accelerato è il moto più generale ad accelerazione costante in modulo e in inclinazione rispetto alla velocità.
In particolare ciò significa che l'accelerazione angolare è costante. Integrando l'accelerazione angolare {\displaystyle \varpi \cdot dt=d\omega } tra due istanti di tempo {\displaystyle t_{0}} e {\displaystyle t} corrispondenti alle due velocità angolari iniziale e finale {\displaystyle \omega _{0}} e {\displaystyle \omega }:
{\displaystyle \int _{t_{0}}^{t}\varpi \cdot \mathrm {d} t=\int _{\omega _{0}}^{\omega }\mathrm {d} \omega _{(t)}\,\Rightarrow \,\omega _{(t)}=\omega _{0}+\varpi t}
Integrando la relazione {\displaystyle d\theta =\omega \cdot dt} tra due istanti di tempo iniziale e finale {\displaystyle t_{0}} e {\displaystyle t} e sostituendo a {\displaystyle \omega _{(t)}} il valore trovato sopra, possiamo ricavare lo spostamento angolare {\displaystyle \theta (t)}:
{\displaystyle {\begin{aligned}\int _{\theta _{0}}^{\theta }\mathrm {d} \theta &=\int _{t_{0}}^{t}\omega _{(t)}\cdot \mathrm {d} t\\&=\int _{t_{0}}^{t}(\omega _{0}+\varpi \cdot t)\cdot \mathrm {d} t\\&=\int _{t_{0}}^{t}\omega _{0}\cdot \mathrm {d} t+\int _{t_{0}}^{t}\varpi \cdot t\cdot \mathrm {d} t\\&\Rightarrow \theta _{(t)}=\theta _{0}+\omega _{0}\cdot t+{\frac {1}{2}}\varpi \cdot t^{2}\end{aligned}}}
Risulta costante anche l'accelerazione areolare:
{\displaystyle {\ddot {\mathbf {A} }}={\frac {1}{2}}R^{2}{\vec {\varpi }}}

## Rappresentazione dei vettori posizione, velocità e accelerazione
Per una rappresentazione vettoriale delle grandezze cinematiche relative al moto circolare, è opportuno introdurre i versori tangente e normale alla traiettoria, che sono definiti nel modo seguente (il versore normale punta verso l'interno):
{\displaystyle {\hat {\tau }}={\begin{pmatrix}-\operatorname {sen} \theta \\\cos \theta \end{pmatrix}}}

{\displaystyle {\hat {n}}={\begin{pmatrix}-\cos \theta \\-\operatorname {sen} \theta \end{pmatrix}}}
Tenendo conto delle regole di derivazione, le derivate di questi versori rispetto al tempo sono date da
{\displaystyle {\frac {\operatorname {d} {\hat {\tau }}}{\operatorname {d} t}}={\begin{pmatrix}-\cos \theta \\-\operatorname {sen} \theta \end{pmatrix}}={\dot {\theta }}{\hat {n}}}

{\displaystyle {\frac {\operatorname {d} {\hat {n}}}{\operatorname {d} t}}={\begin{pmatrix}\operatorname {sen} \theta \\-\cos \theta \end{pmatrix}}=-{\dot {\theta }}{\hat {\tau }}}

Si può quindi esprimere i vettori posizione, velocità e accelerazione  usando i versori {\displaystyle {\hat {\tau }}} e {\displaystyle {\hat {n}}}:
- Posizione. Il vettore posizione è sempre diretto radialmente:

{\displaystyle {\vec {r}}=-R{\hat {n}}}
- Velocità. Il vettore velocità è sempre diretto tangenzialmente (la derivata di R rispetto al tempo è nulla)

{\displaystyle {\vec {v}}={\frac {\operatorname {d} {\vec {r}}}{\operatorname {d} t}}=R{\dot {\theta }}{\hat {\tau }}}
La velocità radiale risulta quindi nulla {\displaystyle \Rightarrow v_{\rho }={\dot {\rho }}=0}
La velocità tangenziale è : {\displaystyle v_{\theta }=R{\dot {\theta }}}
La velocità angolare è: {\displaystyle {\dot {\theta }}=\omega }
La velocità areolare è: {\displaystyle {\dot {A}}={\frac {1}{2}}R^{2}\omega }
- Accelerazione. Il vettore accelerazione ha una componente tangente e una normale:

{\displaystyle {\vec {a}}={\frac {\operatorname {d} {\vec {v}}}{\operatorname {d} t}}=R\,{\ddot {\theta }}\,{\hat {\tau }}+R\,{\dot {\theta }}^{2}\,{\hat {n}}}
L'accelerazione radiale, detta accelerazione centripeta è : {\displaystyle a_{\rho }=R\,{\dot {\theta }}^{2}}
L'accelerazione trasversa, detta accelerazione tangenziale è : {\displaystyle a_{\theta }=R\,{\ddot {\theta }}}
L'accelerazione angolare è: {\displaystyle {\ddot {\theta }}=\varpi }
L'accelerazione areolare, o areale è: {\displaystyle {\ddot {A}}={\frac {1}{2}}R^{2}\varpi }
Nel moto circolare uniforme l'accelerazione tangenziale è nulla.
Infine si possono scrivere le componenti del vettore velocità in coordinate cartesiane:
{\displaystyle {\begin{cases}{\dot {x}}=-R{\dot {\theta }}\operatorname {sen} \theta =-{\dot {\theta }}y\\{\dot {y}}=R{\dot {\theta }}\cos \theta ={\dot {\theta }}x\end{cases}}}
Introdotto il vettore velocità angolare, di modulo {\displaystyle {\dot {\theta }}}, con direzione perpendicolare al piano del moto e con verso tale da vedere ruotare il corpo in senso antiorario,
{\displaystyle {\vec {\omega }}={\begin{pmatrix}0\\0\\{\dot {\theta }}\end{pmatrix}}}
il vettore velocità può semplicemente essere scritto come:
{\displaystyle {\vec {v}}={\vec {\omega }}\times {\vec {r}}}